# Valentin Pohorec
Valentin Pohorec, slovenski politik, * 1. januar 1941.
Pohorec je bil kot član DeSUS poslanec 3. državnega zbora Republike Slovenije; 24. aprila 2002 je bil izvoljen za podpredsednika državnega zbora.